# Pittosporum rhytidocarpum
Pittosporum rhytidocarpum är en tvåhjärtbladig växtart som beskrevs av Asa Gray. Pittosporum rhytidocarpum ingår i släktet Pittosporum och familjen Pittosporaceae. Inga underarter finns listade.